# میدوری-زاکورا
میدوری-زاکورا به معنی ساکورای سبز (به ژاپنی: 緑桜 ミドリザクラ midori-zakura) نام علمی بر اساس کتاب ساکورای ژاپن
(Cerasus incisa 'Yamadei' Makino) نام یک نوع درخت ساکورای باغی است. منشأ آن مامه-زاکورا است. معمولاً کاسبرگ مامه-زاکوراها به رنگ قرمز است ولی در میوری-زاکورا کاسبرگ به رنگ سبز است و به همین سبب ساکورای سبز نامیده شده‌است.

## ویژگی گل
- تعداد گلبرگ: ۵ عدد
- رنگ: سفید
- قطر گل: ۲ تا ۳ سانتیمتر
- زمان گل‌دهی:اوایل ماه آوریل
- محل نمونه:باغ گیاه‌شناسی جنگل تاما در توکیو